# Simona Miculescu
Simona-Mirela Miculescu  (n. 4 iulie 1959, Satu Mare, România) este diplomat cu o carieră de peste 24 de ani la Ministerul Afacerilor Externe. Printre principalele poziții deținute se numără cea de consilier prezidențial pentru politică externă al președintelui Ion Iliescu și cea de ambasador extraordinar și plenipotențiar, reprezentant al României pe lângă Națiunile Unite. 
Simona Miculescu a obținut titlul de doctor în litere Magna cum laude la Universitatea Babeș-Bolyai din Cluj-Napoca în 1999, iar studiile sale de relații publice includ diploma de Public Relations Professional, obținută la prestigioasa George Washington University.

## Cariera
Simona Miculescu și-a început cariera diplomatică în domeniul comunicării publice. A fost de două ori purtător de cuvânt al Ministerului Afacerilor Externe și atașat de presă la Ambasada României din SUA, la Washington DC (1994–1998). A lucrat în cadrul OSCE în Kosovo (1999-2000) și a fost consultant al guvernului irakian (2006-2007). De asemenea, a fost consilier prezidențial pentru politică externă (2000-2004).
După numirea sa la New York, Simona Miculescu a deținut pozițiile de vicepreședinte al Consiliului Executiv al UNICEF, vicepreședinte al Adunării Statelor Părți la Curtea Penală Internațională, membru al Biroului Francofoniei și președinte al Comisiei Speciale pentru Politică și Decolonizare a Adunării Generale a ONU, în cea de a 66-a sesiune a acesteia. Ambasadorul Miculescu a fost aleasă recent vicepreședinte al Adunării Generale ONU pentru cea de-a 68-a sesiune a acesteia. 
Complementar carierei diplomatice, Simona Miculescu deține o bogată experiență academică și de comunicare publică, care include deținerea unui doctorat în literatură, inițierea și predarea de cursuri de relații publice internaționale la două universități din România, precum și publicarea mai multor cărți și articole pe teme conexe. Este recunoscută ca fiind unul dintre cei mai buni experți în domeniul managementului relațiilor publice internaționale, fiind apreciată în special datorită elaborării primei curricule universitare pe acest subiect, program de studiu folosit în prezent de mai multe universități din țară. 
De asemenea, Simona Miculescu a fost desemnată „Comunicatorul Anului” în cadrul celei de-a XI-a ediții a competiției Romanian PR Awards. 

## Cărți publicate
- Relații publice din perspectiva internațională, Editura Polirom, ISBN 973-46-0371-X, 216 p., 2006[5]
- Relații publice internaționale în contextul globalizării, Editura Comunicare.ro, Colecția Cursuri universitare, 2002, ISBN 9738309042[6]
- Relațiile publice internaționale în contextul globalizării, Editura SNSPA, București, 2001

## Distincții
- Ordinul național „Steaua României” în grad de Cavaler, oferit de Ion Iliescu, decembrie 2002.
- Ordinul Meritul Diplomatic în grad de Cavaler, oferit de Traian Băsescu, aprilie 2007.[7]

## Viață personală
Este căsătorită cu Ovidiu Miculescu, președinte al Societății Române de Radiodifuziune și are doi copii.